# Cedric Teuchert
Cedric Teuchert (Coburg, 14 januari 1997) is een Duits voetballer die doorgaans speelt als aanvaller. In juli 2024 verruilde hij Hannover 96 voor St. Louis City.

## Carrière
Teuchert speelde in de jeugd van DVV Coburg en kwam hierna terecht in de opleiding van 1. FC Nürnberg. Bij die club mocht hij zijn professionele debuut maken op 7 november 2014, toen met 2–1 verloren werd op bezoek bij SV Sandhausen. Van coach Valérien Ismaël mocht hij een minuut voor het einde van de wedstrijd als invaller voor Ondřej Čelůstka het veld betreden. Zijn eerste doelpunt in de hoofdmacht volgde op 15 mei 2016, op bezoek bij SC Paderborn. Na zestig minuten liet René Weiler Teuchert invallen voor Danny Blum en vier minuten voor tijd maakte hij het enige doelpunt van het duel.
Vooral in het seizoen 2016/17 en de eerste helft van de jaargang 2017/18 kreeg hij veel speeltijd en dat leverde hem een transfer op. Schalke 04 nam de aanvaller in januari 2018 over voor circa anderhalf miljoen euro. Teuchert zette zijn handtekening onder een verbintenis voor de duur van drieënhalf jaar. Het seizoen 2019/20 bracht de aanvaller door op huurbasis bij Hannover 96.
Medio 2020 mocht hij transfervrij vertrekken uit Gelsenkirchen. Hierop tekende hij voor drie seizoenen bij Union Berlin. Teuchert liet Berlijn na anderhalf seizoen achter zich en tekende voor tweeënhalf jaar bij Hannover 96. Teuchert maakte in de seizoenen 2022/23 en 2023/24 meer dan tien competitiedoelpunten. Hierop werd hij transfervrij overgenomen door St. Louis City, waar hij voor twee seizoenen tekende. Dit werd zijn eerste club buiten Duitsland.

## Clubstatistieken
| Seizoen | Club           | Competitie          | Competitie | Competitie | Beker | Beker | Internationaal | Internationaal | Totaal | Totaal |
| Seizoen | Club           | Competitie          | Wed.       | Dlp.       | Wed.  | Dlp.  | Wed.           | Dlp.           | Wed.   | Dlp.   |
| ------- | -------------- | ------------------- | ---------- | ---------- | ----- | ----- | -------------- | -------------- | ------ | ------ |
| 2014/15 | 1. FC Nürnberg | 2. Bundesliga       | 1          | 0          | 0     | 0     | —              | —              | 1      | 0      |
| 2015/16 | 1. FC Nürnberg | 2. Bundesliga       | 4          | 1          | 0     | 0     | —              | —              | 4      | 1      |
| 2016/17 | 1. FC Nürnberg | 2. Bundesliga       | 21         | 4          | 2     | 0     | —              | —              | 23     | 4      |
| 2017/18 | 1. FC Nürnberg | 2. Bundesliga       | 15         | 6          | 2     | 0     | —              | —              | 17     | 6      |
| 2017/18 | Schalke 04     | Bundesliga          | 0          | 0          | 0     | 0     | —              | —              | 0      | 0      |
| 2019/20 | → Hannover 96  | 2. Bundesliga       | 23         | 6          | 1     | 0     | —              | —              | 24     | 6      |
| 2020/21 | Union Berlin   | Bundesliga          | 24         | 3          | 2     | 0     | —              | —              | 26     | 3      |
| 2021/22 | Union Berlin   | Bundesliga          | 6          | 0          | 1     | 0     | 4              | 0              | 11     | 0      |
| 2021/22 | Hannover 96    | 2. Bundesliga       | 14         | 2          | 1     | 0     | —              | —              | 15     | 2      |
| 2022/23 | Hannover 96    | 2. Bundesliga       | 29         | 14         | 1     | 0     | —              | —              | 30     | 14     |
| 2023/24 | Hannover 96    | 2. Bundesliga       | 27         | 11         | 1     | 1     | —              | —              | 28     | 12     |
| 2024    | St. Louis City | Major League soccer | 1          | 0          | 0     | 0     | —              | —              | 1      | 0      |
| Totaal  | Totaal         | Totaal              | 165        | 47         | 11    | 1     | 4              | 0              | 180    | 48     |

Bijgewerkt op 23 juli 2024.